# Festival-Xantipa-Formule 1
Festival–Xantipa–Formule 1 je kompilační album české rockové skupiny Synkopy 61. Jako dvojCD bylo vydáno v roce 2008 ve vydavatelství FT Records s katalogovým číslem FT0104. První disk kompilace obsahuje kompletní tři alba, která Synkopy vydaly v první polovině 70. let 20. století na méně obvyklých gramofonových formátech. Jedná se o desky Festival, Xantipa a Formule 1. Na druhém disku se nachází výběr skladeb z let 1966–1977, v některých případech se jedná o singly, jiné písně byly již předtím vydány na kompilacích Válka je vůl (1995–1996), část skladeb ale má na tomto výběru oficiální premiéru.
V roce 2009 vyšla v témže vydavatelství i zkrácená verze na dvou LP. Ta obsahuje kromě tří alb ze 70. let pouze dva bonusy, skladby „Konečná stanice“ a „Mozaiky“.

## Seznam skladeb
Texty napsal(i) Milan Hanák, pokud není uvedeno jinak.
| Disk 1 | Disk 1                                                               | Disk 1          | Disk 1            | Disk 1           | Disk 1 |
| Pořadí | Název                                                                | Hudba           | Text              | Původní album    | Délka  |
| ------ | -------------------------------------------------------------------- | --------------- | ----------------- | ---------------- | ------ |
| 1.     | Festival                                                             | Davies          | Směja             | Festival (1972)  | 2:58   |
| 2.     | Pár týdnů                                                            | Směja           |                   | Festival (1972)  | 2:31   |
| 3.     | Chci děvče stálý                                                     | Rybář           |                   | Festival (1972)  | 3:02   |
| 4.     | Ďáblova známá                                                        | Blakley, Hawkes |                   | Festival (1972)  | 2:15   |
| 5.     | Lady Godiva                                                          | Veselý          |                   | Festival (1972)  | 3:54   |
| 6.     | Bytost podivná                                                       | Směja           |                   | Festival (1972)  | 3:48   |
| 7.     | Žárlivá dívka                                                        | Veselý          | František Jemelka | Festival (1972)  | 2:09   |
| 8.     | Xantipa                                                              | Směja           |                   | Xantipa (1974)   | 2:43   |
| 9.     | Zelený lučištník                                                     | Veselý          |                   | Xantipa (1974)   | 4:02   |
| 10.    | Brouk                                                                | Směja           |                   | Xantipa (1974)   | 2:57   |
| 11.    | Bílý vrány                                                           | Hensley         |                   | Xantipa (1974)   | 2:28   |
| 12.    | Balón                                                                | Veselý          |                   | Xantipa (1974)   | 4:18   |
| 13.    | Ptačí sonáta                                                         | Veselý          |                   | Xantipa (1974)   | 3:41   |
| 14.    | Hrej se mnou fair                                                    | Hensley         |                   | Xantipa (1974)   | 4:43   |
| 15.    | Formule 1                                                            | Rybář           | František Jemelka | Formule 1 (1975) | 2:57   |
| 16.    | To se stává                                                          | Směja           |                   | Formule 1 (1975) | 3:12   |
| 17.    | Poselství dětem                                                      | Veselý          |                   | Formule 1 (1975) | 3:24   |
| 18.    | Kámen mudrců                                                         | Směja           |                   | Formule 1 (1975) | 3:36   |
| 19.    | Touhy“ 1. „Vnuk Amundsenův“ 2. „Epitaf Julese Verna“ 3. „Atomový věk | Veselý          |                   | Formule 1 (1975) | 13:18  |

| Disk 2         | Disk 2                 | Disk 2               | Disk 2            | Disk 2                                          | Disk 2 |
| Pořadí         | Název                  | Hudba                | Text              | Původní album/První uvedení písně na koncertech | Délka  |
| -------------- | ---------------------- | -------------------- | ----------------- | ----------------------------------------------- | ------ |
| 1.             | Hej pane můj           | Veselý               | František Jemelka | 1966                                            | 2:50   |
| 2.             | Když se tě ptám        | Čarvaš               | Čarvaš            | 1966                                            | 2:47   |
| 3.             | Moje tajemství         | Směja                | Směja             | 1966                                            | 2:25   |
| 4.             | Musím ti říct sbohem   | Směja                | Směja             | 1966                                            | 3:34   |
| 5.             | Děvče napořád          | Veselý               | František Jemelka | 1966                                            | 2:30   |
| 6.             | Marťan                 | Veselý               | František Jemelka | 1966                                            | 2:43   |
| 7.             | Válka je vůl           | Veselý               | František Jemelka | singl „Parte na prodej“/„Válka je vůl“ (1968)   | 2:16   |
| 8.             | Zelená louka           | Veselý               | František Jemelka | 1968                                            | 3:44   |
| 9.             | Nenechte umíráček znít | Čarvaš, Leoš Továrek | František Jemelka | 1968                                            | 3:43   |
| 10.            | Stálo to za to         | Směja                | František Jemelka | 1968                                            | 2:49   |
| 11.            | Bůh lenosti            | Směja                | František Jemelka | singl (1969)                                    | 2:32   |
| 12.            | Casanova               | Veselý               | František Jemelka | B strana singlu „Bůh lenosti“ (1969)            | 2:20   |
| 13.            | Nenech si lhát         | Polák                | Polák             | 1969                                            | 2:54   |
| 14.            | Robinson               | Směja                |                   | singl (1973)                                    | 2:31   |
| 15.            | Válka je vůl (verze 2) | Veselý               | František Jemelka | 1973                                            | 2:43   |
| 16.            | Píseň bolavá           | Veselý               | Pavel Cmíral      | 1975                                            | 4:14   |
| 17.            | Konečná stanice        | Směja                |                   | 1976                                            | 4:01   |
| 18.            | Mozaiky                | Veselý               |                   | 1977                                            | 2:32   |
| 19.            | Listopad               | Veselý               |                   | 1977                                            | 7:27   |
| Celková délka: | Celková délka:         | Celková délka:       | Celková délka:    | Celková délka:                                  | 134:04 |